# Америчко првенство у кошарци
Америчко првенство у кошарци (енгл. FIBA Americas Championship), познато и као ФИБА АмериКуп (енгл. FIBA AmeriCup), такмичење је на ком учествују кошаркашке репрезентације земаља које припадају континентима Западне хемисфере (Северна Америка и Јужна Америка са свим придруженим острвима и регијама). Такмичењем руководи организација под називом ФИБА Америке.
Такмичење је први пут приређено 1980. и до 1988. се одржавало сваке четврте године. Од 1989. па закључно са 2017. размак између два првенства био је две године. Од 2017. године ФИБА је донела одлуку да се сва континетална првенства убудуће играју на сваке четири године.
До 2015. године ово такмичење је било квалификационо за Светска првенства у кошарци и Олимпијске игре.

## Досадашња првенства
| Година       | Домаћин                                  | Финале           | Финале          | Финале           | Меч за треће место     | Меч за треће место | Меч за треће место         |
| Година       | Домаћин                                  | Злато            | Резултат        | Сребро           | Бронза                 | Резултат           | Четврто место              |
| ------------ | ---------------------------------------- | ---------------- | --------------- | ---------------- | ---------------------- | ------------------ | -------------------------- |
| 1980. детаљи | Порторико · (Сан Хуан)                   | Порторико        | Бергеров систем | Канада           | Аргентина              | Бергеров систем    | Бразил                     |
| 1984. детаљи | Бразил · (Сао Паоло)                     | Бразил           | Бергеров систем | Уругвај          | Канада                 | Бергеров систем    | Панама                     |
| 1988. детаљи | Уругвај · (Монтевидео)                   | Бразил           | 101 : 92        | Порторико        | Канада                 | 87 : 70            | Уругвај                    |
| 1989. детаљи | Мексико · (Мексико Сити)                 | Порторико        | 89 : 80         | Сједињене Државе | Бразил                 | 158 : 124          | Венецуела                  |
| 1992. детаљи | САД · (Портланд)                         | Сједињене Државе | 127 : 80        | Венецуела        | Бразил                 | 93 : 91            | Порторико                  |
| 1993. детаљи | Порторико · (Сан Хуан)                   | Сједињене Државе | 109 : 95        | Порторико        | Аргентина              | 98 : 91            | Бразил                     |
| 1995. детаљи | Аргентина · (два града)                  | Порторико        | 87 : 86         | Аргентина        | Бразил                 | 97 : 77            | Канада                     |
| 1997. детаљи | Уругвај · (Монтевидео)                   | Сједињене Државе | 95 : 86         | Порторико        | Бразил                 | 76 : 75            | Аргентина                  |
| 1999. детаљи | Порторико · (Сан Хуан)                   | Сједињене Државе | 92 : 66         | Канада           | Аргентина              | 103 : 101          | Порторико                  |
| 2001. детаљи | Аргентина · (Неукен)                     | Аргентина        | 78 : 59         | Бразил           | Канада                 | 102 : 95           | Порторико                  |
| 2003. детаљи | Порторико · (Сан Хуан)                   | САД              | 106 : 73        | Аргентина        | Порторико              | 79 : 66            | Канада                     |
| 2005. детаљи | Доминиканска Република · (Санто Доминго) | Бразил           | 100 : 88        | Аргентина        | Венецуела              | 93 : 83            | Сједињене Државе           |
| 2007. детаљи | САД · (Лас Вегас)                        | Сједињене Државе | 118 : 81        | Аргентина        | Порторико              | 111 : 107          | Бразил                     |
| 2009. детаљи | Порторико · (Сан Хуан)                   | Бразил           | 61 : 60         | Порторико        | Аргентина              | 88 : 73            | Канада                     |
| 2011. детаљи | Аргентина · (Мар дел Плата)              | Аргентина        | 80 : 75         | Бразил           | Доминиканска Република | 103 : 89           | Порторико                  |
| 2013. детаљи | Венецуела · (Каракас)                    | Мексико          | 91 : 89         | Порторико        | Аргентина              | 103 : 93           | Доминиканска Република     |
| 2015. детаљи | Мексико · (Мексико Сити)                 | Венецуела        | 76 : 71         | Аргентина        | Канада                 | 87 : 86            | Мексико                    |
| 2017. детаљи | Аргентина · Колумбија · Уругвај          | Сједињене Државе | 81 : 76         | Аргентина        | Мексико                | 79 : 65            | Америчка Девичанска Острва |
| 2022. детаљи | Бразил                                   | Аргентина        | 75 : 73         | Бразил           | Сједињене Државе       | 84 : 80            | Канада                     |

## Биланс медаља
| 1. место 2. место 4. и боље место 8. и боље место | Лошије од 8. места Нису учествовале у квалификацијама Нису ФИБА (Америка) чланице |

| Репрезентација         | Злато | Сребро | Бронза | Укупно |
| ---------------------- | ----- | ------ | ------ | ------ |
| САД                    | 7     | 1      | 1      | 9      |
| Бразил                 | 4     | 3      | 4      | 11     |
| Аргентина              | 3     | 6      | 5      | 14     |
| Порторико              | 3     | 5      | 2      | 10     |
| Венецуела              | 1     | 1      | 1      | 3      |
| Мексико                | 1     | 0      | 1      | 2      |
| Канада                 | 0     | 2      | 4      | 6      |
| Уругвај                | 0     | 1      | 0      | 1      |
| Доминиканска Република | 0     | 0      | 1      | 1      |
| Укупно (9)             | 19    | 19     | 19     | 57     |

## Најкориснији играч на првенству ()
| Година | Најкориснији играч |
| ------ | ------------------ |
| 1999.  | Стив Неш           |
| 2001.  | Емануел Ђинобили   |
| 2003.  | Стив Неш (2)       |
| 2005.  | Марселињо Машадо   |
| 2007.  | Луис Скола         |
| 2009.  | Луис Скола (2)     |
| 2011.  | Луис Скола (3)     |
| 2013.  | Густаво Ајон       |
| 2015.  | Луис Скола (4)     |
| 2017.  | Џамил Ворни        |
| 2022.  | Габријел Дек       |